# Ischnoptera morio
Ischnoptera morio är en kackerlacksart som beskrevs av Hermann Burmeister 1838. Ischnoptera morio ingår i släktet Ischnoptera och familjen småkackerlackor. Inga underarter finns listade i Catalogue of Life.